# 알렉시스 로마오
알렉시스 로마오(프랑스어: Alaixys Romao, 1984년 1월 18일 ~ )로 알려진 자크알렉시스 로마오(프랑스어: Jacques-Alaixys Romao)는 그리스 수페르리가 2 클럽 아테네 칼리테아에서 미드필더로 활약하고 있는 토고의 프로 축구 선수이다. 프랑스에서 태어난 그는 국제 수준에서 토고를 대표한다.

## 구단 경력

### 초기 경력
로마오는 툴루즈에서 프로 생활을 시작하였으나, 2004-05년 시즌에 B팀 경기에만 출전하였고, 이후 프랑스 3부 리그인 샹피오나 나시오날의 루앙퀴소로 무료 이적하였다.

### 그르노블
2007-08년 시즌, 그는 그르노블로 자유 이적하였고, 커리어는 급부상하였다. 탄탄하고 투박한 수비형 미드필더였던 로마오는 그르노블에게 귀중한 자산임을 증명해 보였다. 그가 클럽에서의 첫 시즌에 리그 2에 30번 출전하여 2골 10장의 옐로카드를 받고 리그 1 승격에 성공하였다.
2008-09년 시즌, 그는 37경기에 출전했는데, 그 중 32경기는 리그 1에서 선발로 출전해 탈락을 면했다. 다음 시즌, 로마오는 그르노블 소속으로 29경기에 출전해 2도움을 기록했다. 하지만, 그르노블은 이번에도 탈락을 면하지 못하고 강등당했다.

### 로리앙
2010년 7월, 로마오는 8,000.00 GBP의 이적료에 로리앙으로 이적하였다. 2010-11년 시즌, 로리앙에서의 첫 시즌에, 로마오는 리그 1 33경기에 출전하여 2골 2도움을 기록하였고, 리그 컵 2경기에 출전하여 1골을 기록하였다. 2011-12년 시즌, 로마오는 선발로 32경기에 출전하여 11번의 옐로카드와 2번의 레드카드를 기록하였다.

### 마르세유
2013년 1월 31일, 로마는 마르세유와 계약을 맺었다. 레키프에 따르면, 로리앙에게 지불된 이적료는 €2M 이었고, 로마오의 계약 기간은 3.5년이었다. 2016년 여름 계약이 종료되면서, 그는 클럽에서 방출되었고, 모든 대회에 127경기에 출전해 4골을 넣었다.

### 올림피아코스
2016년 8월 31일, 로마오는 그리스의 올림피아코스와 2년 계약을 맺고 1년을 더 연장할 수 있다. 시즌 종료 후, 그는 구단의 슈퍼리그 7연패를 도왔다.
2017년 8월 16일, 그는 리예카와의 UEFA 챔피언스리그 플레이오프 1차전에서 전반전에 2-1 역전승을 거두며 클럽에서의 첫 국제 경기 골을 기록했다. 2017년 9월 16일, 그는 클럽과 2020년 여름까지 유효한 계약을 맺었다.

### 랭스
2018년 7월 24일, 프랑스의 스타드 드 랭스에 입단하여 2년 계약을 체결했고, 1년 더 계약을 체결했다.

### 갱강
랭스에서의 계약이 만료된 후, 로마오는 자유 이적으로 갱강에 합류했다.

### 이오니코스
2021년 6월 30일, 로마오는 그리스의 클럽 이오니코스와 자유 계약으로 1년 계약을 맺었다. 브르타뉴의 연장 윤곽에 대해서는 합의점을 찾을 수 없었다.

### 아테네 칼리테아
2023년 7월 1일, 로마오는 그리스의 클럽 아테네 칼리테아와 계약을 체결했다.

## 국가대표팀 경력
프랑스 태생의 이 선수는 프랑스 U-18 국가대표팀에서 뛰었지만, 2005년부터 토고 국가대표팀의 일원이며, 2006년 FIFA 월드컵에 소집되었다.
2013년에 그는 그의 팀이 8강에 오른 2013년 아프리카 네이션스컵에서 모든 경기에 출전했다.
2019년 3월, 로마오는 베냉과의 2019년 아프리카 네이션스컵 예선 결정전에 선발되어 2017년 10월 이후 처음으로 소집되었다.